# László Cseh
Pour les articles homonymes, voir László Cseh et Cseh.
Dans le nom hongrois Cseh László, le nom de famille précède le prénom, mais cet article utilise l’ordre habituel en français László Cseh, où le prénom précède le nom.
László Cseh, né le 3 décembre 1985 à Budapest, est un nageur hongrois spécialistes des épreuves de papillon, de dos et de 4 nages. Il est sacré champion du monde sur 400 mètres 4 nages en 2005 puis sur 200 m papillon en 2015.

## Biographie
Six fois médaillé aux Jeux olympiques, il n'a jamais été titré face à la concurrence américaine de Michael Phelps et Ryan Lochte. C'est au niveau européen qu'il s'illustre particulièrement, avec quatorze titres en grand bassin et dix-neuf en petit bassin depuis 2004.
Le 4 juillet 2021, il est nommé porte-drapeau de la délégation hongroise aux Jeux olympiques d'été de 2020 par le Comité olympique hongrois, conjointement avec l'escrimeuse Aida Mohamed.
En octobre 2021, il donne une interview au cours de laquelle il reconnait que les méthodes d'entrainement de son coach, Gyorgy Turi, étaient assimilables à du harcèlement physique et psychologique. Sa prise de position a libéré la parole d'autres nageurs racontant que l'entraineur a pu tirer les cheveux de certains athlètes ou encore en taper un autre dans les toilettes. À la suite de ces révélations, Gyorgy Turi démissionne de son poste de président du comité d'entrainement de la fédération hongroise. 

## Palmarès

### Jeux olympiques d'été
| Éditions                      | Épreuves   | Épreuves       | Épreuves                  | Épreuves                  | Épreuves                    | Épreuves                                                                 | Épreuves                                                         |
| Éditions                      | 100 m dos  | 100 m papillon | 200 m papillon            | 200 m 4 nages             | 400 m 4 nages               | 4 × 100 m 4 nages                                                        | 4 × 200 m nage libre                                             |
| Athènes 2004 ( Grèce)         | 6e 54 s 61 | -              | -                         | 4e 1 min 58 s 84          | Bronze 4 min 12 s 15        | 7e 3 min 37 s 46 (avec Richárd Bodor, Zsolt Gáspár et Attila Zubor)      | -                                                                |
| Pékin 2008 ( Chine)           | -          | -              | Argent 1 min 52 s 70 (RE) | Argent 1 min 56 s 52 (RE) | Argent 4 min 6 s 16 (RE)    | -                                                                        | -                                                                |
| Londres 2012 ( Royaume-Uni)   | -          | -              | 7e de sa DF 1 min 55 s 88 | Bronze 1 min 56 s 22      | 9e des séries 4 min 13 s 40 | 5e 3 min 33 s 02 (RN) (avec Dániel Gyurta, Bence Pulai et Dominik Kozma) | 8e 7 min 13 s 66 (avec Dominik Kozma, Péter Bernek et Gergő Kis) |
| Rio de Janeiro 2016 ( Brésil) | -          | Argent 51 s 14 | 7e 1 min 56 s 24          | -                         | -                           | -                                                                        | -                                                                |

### Championnats du monde

#### Championnats du monde en grand bassin
| Éditions                    | Épreuves                  | Épreuves            | Épreuves                  | Épreuves            | Épreuves            | Épreuves                  | Épreuves                  | Épreuves                     | Épreuves                                                               | Épreuves                                                                          |
| Éditions                    | 200 m nage libre          | 100 m dos           | 200 m dos                 | 50 m papillon       | 100 m papillon      | 200 m papillon            | 200 m 4 nages             | 400 m 4 nages                | 4 × 100 m 4 nages                                                      | 4 × 200 m nage libre                                                              |
| Barcelone 2003 ( Espagne)   | -                         | 7e 54 s 95          | 7e de sa DF 1 min 59 s 45 | -                   | -                   | -                         | -                         | Argent 4 min 10 s 79 (RE)    | -                                                                      | -                                                                                 |
| Montréal 2005 ( Canada)     | -                         | Bronze 54 s 27      | -                         | -                   | -                   | -                         | Argent 1 min 57 s 61 (RE) | Or 4 min 9 s 63 (RE)         | -                                                                      | -                                                                                 |
| Melbourne 2007 ( Australie) | 7e de sa DF 1 min 48 s 89 | -                   | -                         | -                   | -                   | -                         | Bronze 1 min 56 s 92 (RE) | 4e 4 min 14 s 76             | -                                                                      | -                                                                                 |
| Rome 2009 ( Italie)         | -                         | -                   | -                         | -                   | -                   | -                         | Argent 1 min 55 s 24      | Bronze 4 min 7 s 37          | -                                                                      | 9e des séries 7 min 8 s 24 (RN) (avec Péter Bernek, Zoltán Povázsay et Gergő Kis) |
| Shanghai 2011 ( Chine)      | -                         | -                   | -                         | -                   | 6e de sa DF 52 s 18 | 5e de sa DF 1 min 56 s 32 | Bronze 1 min 57 s 69      | 22e des séries 4 min 22 s 26 | -                                                                      | -                                                                                 |
| Barcelone 2013 ( Espagne)   | -                         | 7e de sa DF 54 s 00 | -                         | -                   | Argent 51 s 45 (RN) | -                         | 5e 1 min 57 s 70          | -                            | 7e 3 min 34 s 09 (avec Dániel Gyurta, Bence Pulai et Krisztián Takács) | -                                                                                 |
| Kazan 2015 ( Russie)        | -                         | -                   | -                         | Bronze 23 s 15      | Argent 50 s 87 (RN) | Or 1 min 53 s 48          | DNS                       | -                            | DSQ des séries (avec Gábor Balog, Dániel Gyurta et Krisztián Takács)   | -                                                                                 |
| Budapest 2017 ( Hongrie)    | -                         | -                   | -                         | 5e de sa DF 23 s 51 | 5e 50 s 92          | Argent 1 min 53 s 72      | -                         | -                            | -                                                                      | -                                                                                 |

#### Championnats du monde en petit bassin
| Éditions                 | Épreuves            | Épreuves             | Épreuves                     | Épreuves            |
| Éditions                 | 100 m papillon      | 200 m papillon       | 200 m 4 nages                | 400 m 4 nages       |
| Dubaï 2010 ( Dubaï)      | 6e de sa DF 51 s 29 | Bronze 1 min 51 s 67 | 10e des séries 1 min 55 s 47 | 7e 4 min 4 s 93     |
| Istanbul 2012 ( Turquie) | 8e 50 s 93          | Argent 1 min 51 s 66 | Bronze 1 min 52 s 89         | Argent 4 min 0 s 50 |

### Championnats d'Europe

#### Championnats d'Europe en grand bassin
| Éditions                    | Épreuves                     | Épreuves                     | Épreuves   | Épreuves             | Épreuves            | Épreuves            | Épreuves              | Épreuves                                       | Épreuves                     | Épreuves                                                                      | Épreuves                                                                     | Épreuves |
| Éditions                    | 200 m nage libre             | 400 m nage libre             | 100 m dos  | 200 m dos            | 50 m papillon       | 100 m papillon      | 200 m papillon        | 200 m 4 nages                                  | 400 m 4 nages                | 4 × 100 m 4 nages                                                             | 4 × 100 m nage libre                                                         | 4 × 200 m nage libre |
| Berlin 2002 ( Allemagne)    | 18e des séries 1 min 52 s 75 | 21e des séries 4 min 3 s 45  | -          | -                    | -                   | -                   | -                     | -                                              | 11e des séries 4 min 24 s 58 | -                                                                             | -                                                                            | - |
| Madrid 2004 ( Espagne)      | -                            | -                            | Or 55 s 26 | -                    | -                   | -                   | 5e 1 min 58 s 33      | -                                              | Or 4 min 12 s 86 (RC)        | Bronze 3 min 37 s 86 (avec Richard Bodor, Zsolt Gaspar et Attila Zubor)       | -                                                                            | - |
| Budapest 2006 ( Hongrie)    | -                            | -                            | 6e 54 s 56 | Argent 1 min 56 s 69 | -                   | -                   | -                     | Or 1 min 58 s 17                               | Or 4 min 9 s 86 (RC)         | 5e 3 min 38 s 08 (avec Viktor Bodrogi, Richard Bodor et Attila Zubor)         | -                                                                            | - |
| Eindhoven 2008 ( Pays-Bas)  | -                            | 17e des séries 3 min 52 s 16 | -          | -                    | -                   | -                   | -                     | Or 1 min 58 s 02                               | Or 4 min 9 s 59 (RE)         | -                                                                             | -                                                                            | 8e 7 min 34 s 98 (Norbert Kovacs, Peter Nagy, Krisztian Takacs et Balazs Gercsak) László Cseh n'a participé qu'aux séries (7 min 18 s 96 avec Tamas Kerekjarto, Balazs Gercsak et Gergő Kis) |
| Budapest 2010 ( Hongrie)    | -                            | -                            | -          | -                    | -                   | -                   | -                     | Or 1 min 57 s 73 (RC)                          | Or 4 min 10 s 95             | -                                                                             | 6e 3 min 18 s 01 (avec Dominik Kozma, Krisztian Takacs et Balazs Gercsak)    | - |
| Debrecen 2012 ( Hongrie)    | -                            | -                            | -          | -                    | -                   | Argent 51 s 77 (RN) | Or 1 min 54 s 95      | Or 1 min 56 s 66 (RC)                          | Or 4 min 12 s 17             | Bronze 3 min 34 s 57 (RN) (avec Péter Bernek, Dániel Gyurta et Dominik Kozma) | 6e 3 min 17 s 23 (RN) (avec Dominik Kozma, Péter Bernek et Krisztián Takács) | Bronze 7 min 13 s 60 (avec Dominik Kozma, Gergő Kis et Péter Bernek) |
| Berlin 2014 ( Allemagne)    | -                            | -                            | -          | -                    | 8e de sa DF 23 s 95 | Argent 51 s 89      | -                     | Or 1 min 58 s 10                               | -                            | Bronze 3 min 33 s 11 (avec Dániel Gyurta, Bence Pulai et Dominik Kozma)       | -                                                                            | - |
| Londres 2016 ( Royaume-Uni) | -                            | -                            | -          | -                    | Argent 23 s 31      | Or 50 s 86          | Or 1 min 52 s 91 (RC) | 1er des séries 1 min 58 s 17 Non présent en DF | -                            | Bronze 3 min 34 s 12 (avec Gábor Balog, Gábor Financsek et Richárd Bohus)     | -                                                                            | - |

#### Championnats d'Europe en petit bassin
| Éditions                    | Épreuves                    | Épreuves | Épreuves       | Épreuves         | Épreuves                                | Épreuves                                 | Épreuves              | Épreuves               | Épreuves              | Épreuves              | Épreuves                                                                              | Épreuves                                                                  |
| Éditions                    | 200 m nage libre            | 50 m dos | 100 m dos      | 200 m dos        | 50 m papillon                           | 100 m papillon                           | 200 m papillon        | 100 m 4 nages          | 200 m 4 nages         | 400 m 4 nages         | 4 × 50 m 4 nages                                                                      | 4 × 50 m 4 nages mixte                                                    |
| Riesa 2002 ( Allemagne)     | -                           | -        | -              | 7e 1 min 56 s 23 | -                                       | -                                        | -                     | 18e des séries 56 s 98 | -                     | Bronze 4 min 8 s 96   | -                                                                                     | -                                                                         |
| Dublin 2003 ( Irlande)      | -                           | -        | 5e 52 s 39     | 6e 1 min 53 s 42 | -                                       | -                                        | -                     | -                      | -                     | Or 4 min 4 s 10 (RE)  | -                                                                                     | -                                                                         |
| Vienne 2004 ( Autriche)     | -                           | -        | Bronze 52 s 09 | -                | -                                       | -                                        | -                     | -                      | Argent 1 min 55 s 36  | Or 4 min 3 s 96 (RE)  | -                                                                                     | -                                                                         |
| Trieste 2005 ( Italie)      | -                           | -        | Or 51 s 29     | -                | -                                       | -                                        | -                     | -                      | Or 1 min 53 s 46 (RM) | Or 4 min 0 s 37 (RM)  | -                                                                                     | -                                                                         |
| Helsinki 2006 ( Finlande)   | -                           | -        | -              | -                | -                                       | -                                        | Argent 1 min 53 s 08  | -                      | Or 1 min 54 s 43      | Argent 4 min 3 s 39   | -                                                                                     | -                                                                         |
| Debrecen 2007 ( Hongrie)    | -                           | -        | -              | -                | -                                       | -                                        | Or 1 min 51 s 55      | -                      | Or 1 min 52 s 99 (RM) | Or 3 min 59 s 33 (RM) | -                                                                                     | -                                                                         |
| Rijeka 2008 ( Croatie)      | -                           | DNS      | -              | -                | -                                       | -                                        | -                     | -                      | -                     | -                     | 11e des séries 1 min 37 s 38 (avec Daniel Gyurta, Norbert Kovacs et Krisztian Takacs) | -                                                                         |
| Istanbul 2009 ( Turquie)    | 4e 1 min 41 s 64            | -        | -              | -                | -                                       | -                                        | 6e 1 min 51 s 73      | -                      | 7e 1 min 54 s 31      | Or 3 min 57 s 27 (RM) | -                                                                                     | -                                                                         |
| Eindhoven 2010 ( Pays-Bas)  | -                           | -        | -              | -                | -                                       | -                                        | -                     | -                      | -                     | -                     | -                                                                                     | -                                                                         |
| Szczecin 2011 ( Pologne)    | Bronze 1 min 43 s 71        | -        | -              | -                | -                                       | -                                        | Or 1 min 50 s 87      | -                      | Or 1 min 53 s 43      | Or 4 min 1 s 68       | -                                                                                     | -                                                                         |
| Chartres 2012 ( France)     | 9e des séries 1 min 44 s 97 | -        | -              | -                | -                                       | -                                        | Or 1 min 52 s 11      | -                      | Or 1 min 52 s 74      | Or 4 min 0 s 99       | -                                                                                     |                                                                           |
| Herning 2013 ( Danemark)    | -                           | -        | -              | -                | -                                       | 10e des séries 51 s 40 Non présent en DF | 4e 1 min 52 s 44      | -                      | 10e 1 min 56 s 98     | -                     | -                                                                                     | 6e 1 min 39 s 86 (avec Daniel Gyurta, Katinka Hosszu et Evelyn Verraszto) |
| Netanya 2015 ( Israël)      | -                           | -        | -              | -                | 6e des séries 23 s 08 Non présent en DF | Or 49 s 33                               | Or 1 min 49 s 00 (RE) | -                      | Or 1 min 51 s 36 (RE) | -                     | 5e 1 min 33 s 62 (avec David Foldhazi, Daniel Gyurta et Krisztian Takacs)             | -                                                                         |
| Copenhague 2017 ( Danemark) | -                           | -        | -              | -                | 6e de sa DF 22 s 88                     | 4e de sa DF 50 s 84                      | 5e 1 min 52 s 96      | -                      | -                     | -                     | -                                                                                     | -                                                                         |

### Records

#### Record d'Europe du 200 m papillon en grand bassin
- 1 min 52 s 70 réalisé à Pékin, le 13 août 2008, lors des Jeux olympiques.

#### Record d'Europe du 200 m papillon en petit bassin
- 1 min 49 s 00 réalisé à Netanya, le 6 décembre 2015, lors des Championnats d'Europe.

#### Record d'Europe du 200 m 4 nages en grand bassin
- 1 min 57 s 61 réalisé à Montréal, le 28 juillet 2005, lors des Championnats du monde ;
- 1 min 56 s 92 réalisé à Melbourne, le 29 mars 2007, lors des Championnats du monde ;
- 1 min 56 s 52 réalisé à Pékin, le 15 août 2008, lors des Jeux olympiques ;
- 1 min 56 s 34 réalisé à Rome, le 29 juillet 2009, lors des Championnats du monde ;
- 1 min 55 s 18 réalisé à Rome, le 29 juillet 2009, lors des Championnats du monde.

#### Record d'Europe du 200 m 4 nages en petit bassin
- 1 min 53 s 46 réalisé à Trieste, le 8 décembre 2005, lors des Championnats d'Europe ;
- 1 min 52 s 99 réalisé à Debrecen, le 13 décembre 2007, lors des Championnats d'Europe ;
- 1 min 52 s 85 réalisé à Százhalombatta, le 13 novembre 2009, lors des Championnats de Hongrie ;
- 1 min 51 s 36 réalisé à Netanya, le 4 décembre 2015, lors des Championnats d'Europe.

#### Record d'Europe du 400 m 4 nages en grand bassin
- 4 min 10 s 79 réalisé à Barcelone, le 27 mars 2003, lors des Championnats du monde ;
- 4 min 10 s 10 réalisé à Canet-en-Roussillon, le 7 juin 2005, lors du Mare Nostrum ;
- 4 min 9 s 63 réalisé à Montréal, le 31 juillet 2005, lors des Championnats du monde ;
- 4 min 9 s 59 réalisé à Eindhoven, le 24 mars 2008, lors des Championnats d'Europe ;
- 4 min 7 s 96 réalisé à Canet-en-Roussillon, le 14 juin 2008, lors du Mare Nostrum ;
- 4 min 6 s 16 réalisé à Pékin, le 10 août 2008, lors des Jeux olympiques.

#### Record d'Europe du 400 m 4 nages en petit bassin
- 4 min 0 s 37 réalisé à Trieste, le 9 décembre 2005, lors des Championnats d'Europe ;
- 3 min 59 s 33 réalisé à Debrecen, le 14 décembre 2007, lors des Championnats d'Europe ;
- 3 min 57 s 27 réalisé à Istanbul, le 11 décembre 2009, lors des Championnats d'Europe.